# Право на користування досягненнями культури
Право на користування досягненнями культури — одне з основних прав громадян у галузі культурного життя. 

## Гарантії
Це право гарантується 
- загальнодоступністю цінностей вітчизняної та світової культури, які є в державних і громадських фондах;
- розвитком і рівномірним розміщенням культурно-освітніх закладів на території країни;
- розвитком телебачення і радіо, книговидавничої справи і періодичної преси, мережі безплатних бібліотек;
- розширенням культурного обміну[ru] з зарубіжними країнами.

Право на користування досягненнями культури забезпечують й іншими правовими гарантіями, які є як у конституційних положеннях, так і в нормах законодавства про культуру.
Іноземці мають право на користування досягненнями культури нарівні з громадянами України і зобов'язані дбайливо ставитися до пам'яток історії та культури, інших культурних цінностей.

## Історія

### У СРСР
Було одним з основних (конституційних) прав громадян СРСР.
Конституційно закріплене в 46 статті Конституції СРСР 1977 року і відповідних статтях конституцій союзних (стаття 44 Конституції УРСР) і автономних республік.
Право на користування досягненнями культури передбачає конституційний обов'язок піклування про охорону пам'яток історії і культури (стаття 68 Конституції СРСР, стаття 66 Конституції УРСР).